# محمد علي (ملاكم مواليد 1996)
محمد علي (بالإنجليزية: Muhammad Ali)‏ (مواليد 20 يونيو 1996) هو ملاكم من المملكة المتحدة، مثّل بلاده في الألعاب الأولمبية الصيفية 2016.

## روابط خارجية
محمد علي على موقع بوكس ريك (الإنجليزية) (registration required)
- محمد علي على موقع اللجنة الأولمبية الدولية (الإنجليزية)
- محمد علي على موقع أوليمبيديا (الإنجليزية)
- محمد علي على موقع اللجنة الأولمبية البريطانية (الإنجليزية)